# Aiguille de la Grande Sassière
L'Aiguille de la Grande Sassière (o anche, più semplicemente Grande Sassière - 3.751 m s.l.m.) è una montagna delle Alpi Graie. 

## Descrizione

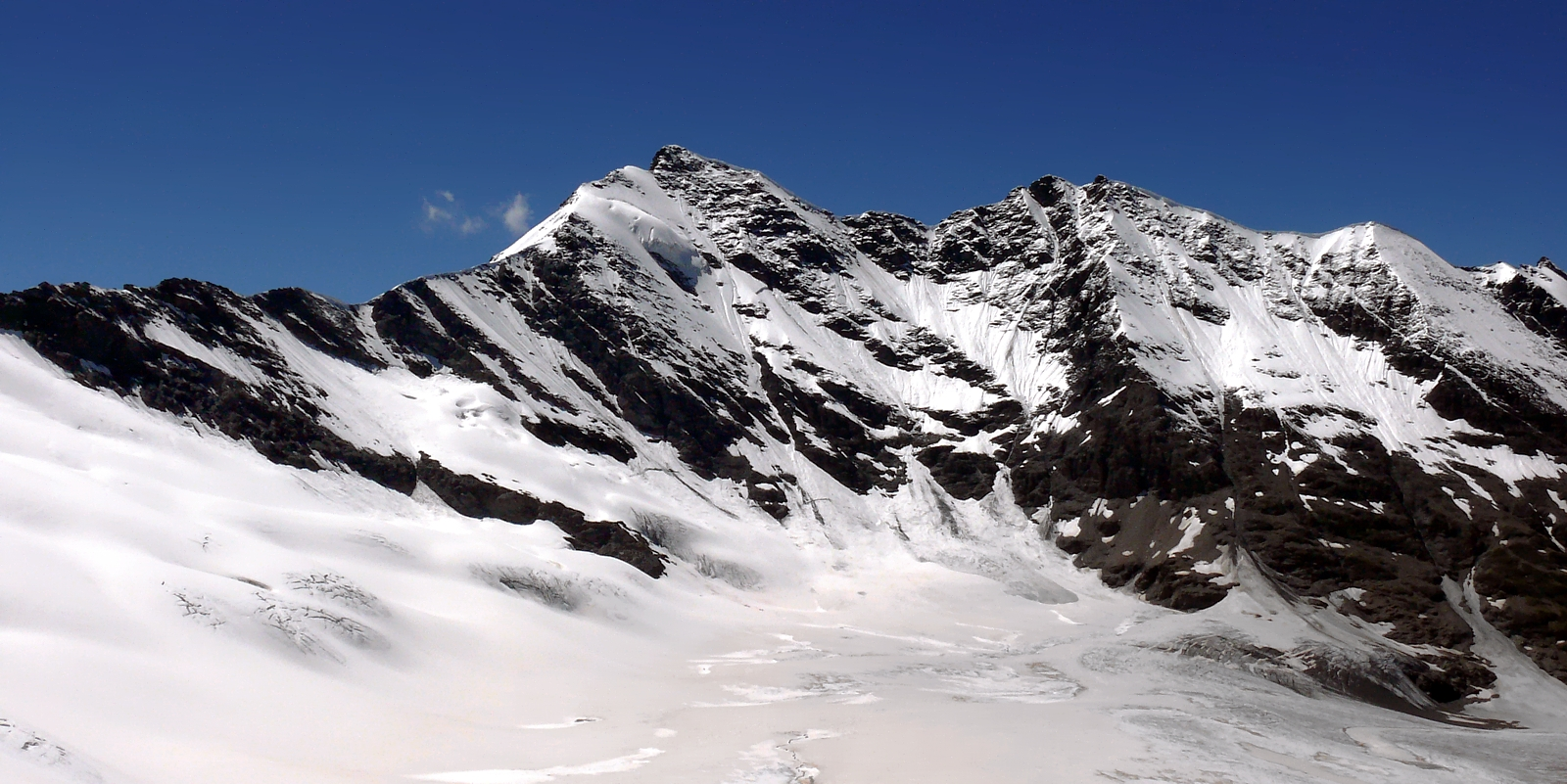
l'Aiguille de la Grande Sassière vista dalla Becca della Traversière.

La montagna si trova nella sottosezione Alpi della Grande Sassière e del Rutor.
La vetta è collocata lungo la linea di confine tra l'Italia e la Francia. Dal versante italiano la vetta si trova alla testata della Valgrisenche; dal versante francese domina la val d'Isère.

## Geologia

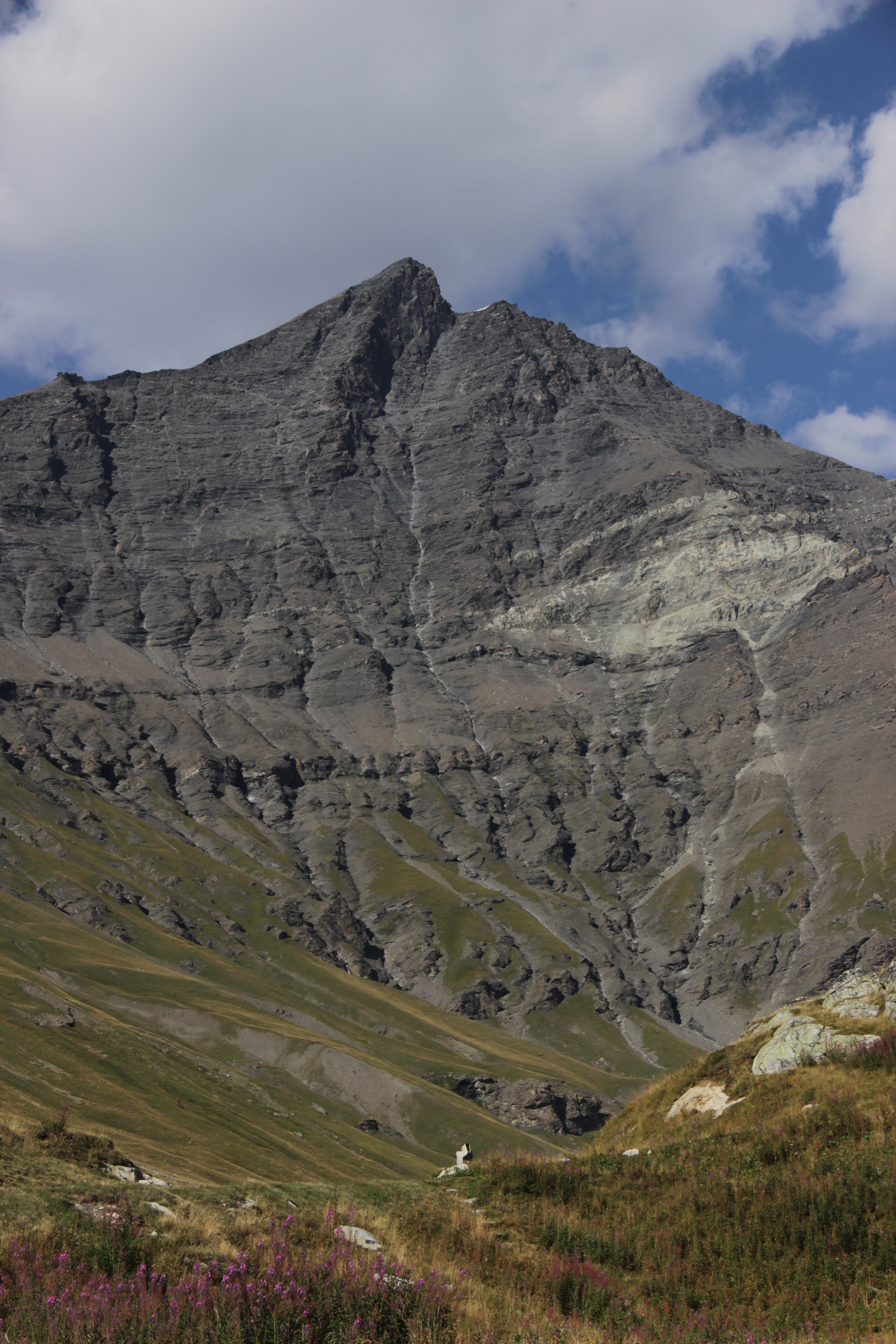
Vista da sud-ovest (Lago di Saut)

La Grande Sassière è interamente costituita da scisti.

## Accesso alla vetta
La Grande Sassière è la cima più alta delle Alpi che può essere salita d'estate in assetto escursionistico. La via più semplice di salita alla vetta inizia dalla val d'Isère partendo dalla Diga del Saut (2.260 m).
Dal versante italiano invece è possibile raggiungere la vetta passando per il Rifugio Mario Bezzi (2.284 m).

## Protezione della natura
La montagna dà il nome alla Réserve naturelle nationale de la Grande Sassière, un'area protetta di 2230 ha istituita nel 1973 e che ne tutela il versante francese..

## Cartografia
- Cartografia ufficiale francese dell'Institut géographique national (IGN), consultabile online